# چیستا (برنامه تلویزیونی)

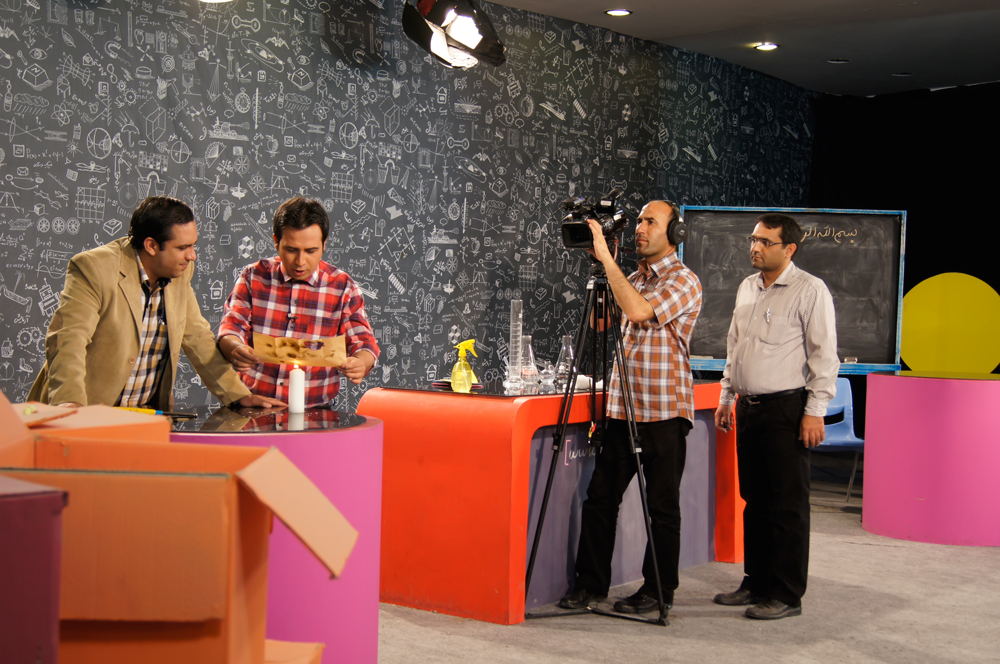
پشت صحنه تصویر برداری چیستا به ترتیب از راست به چپ: سید محسن حسینی (تهیه‌کننده)، جعفر اکبری مدیر تصویر برداری، ابوالفضل آقاخانی
دکتر علی عبدالعالی

چیستا مجموعه‌ای تلویزیونی است که در شبکه دو صدا و سیمای جمهوری اسلامی ایران ساخته شده‌است. این برنامه در ۲۷ قسمت چهل دقیقه‌ای از بهمن ۱۳۹۲ تا اسفند ماه ۱۳۹۳ و با بازپخش‌های مکرر پخش شد.
این مجموعه نخستین برنامه در تلویزیون ایران بود که در ژانر دانش نما (به انگلیسی: Science Show) ساخته شد.
چیستا با اجرای ابوالفضل آقاخانی و  دکتر علی عبدالعالیمجموعه‌ای از آزمایشهای مهیج فیزیک و شیمی را با چاشنی طنز به تصویر می‌کشید و نخستین برنامه علمی تلویزیونی در ایران بود که لبخند را به روی لب مخاطبان می‌آورد. چیستا به تهیه‌کنندگی و نویسندگی سید محسن حسینی ساخته شد.

## تأثیرگذاری
چیستا نخستین برنامه تلویزیونی به زبان فارسی بود که در ژانر Science Show ساخته شد
تا پیش از این در صدا و سیمای جمهوری اسلامی ایران تنها دوازده ژانر (ساختار) به رسمیت شناخته می‌شد. که عبارت بودند از:
1. مستند
2. نمایش و برنامه‌های نمایشی
3. انیمیشن (پویانمایی)
4. برنامه‌های گزارشی
5. مسابقه
6. سخنرانی یا درس
7. گفتگو
8. مصاحبه
9. جُنگ
10. کلیپ
11. میان برنامه
12. موسیقی یا سرود

محتوای غنی علمی این برنامه موجب شد تا برخی مدارس دیدن این برنامه را به عنوان تکلیف شب دانش آموزان اعلام کردند.

## چیستا از طرح تا اجرا
در حدود سالهای ۱۳۸۶ و ۱۳۸۷ به همت جمعی از دانش آموختگان سمپاد و با برگزاری قریب به یک سال جلسات مستمر طرح نخستین برنامه دانش نمای ایرانی طراحی شد و به سازمان صدا و سیما ارائه شد.
طرح نخستین برنامه دانش نما در ردیف موضوعات دارای اولویت صدا و سیما قرار نگرفت و این رویه در طی سالهای بعد هم ادامه یافت. سرانجام در سال ۱۳۹۱ با حمایت شرکت فن آموز (به عنوان اسپانسر) طرح چیستا به گروه نوجوان شبکه دو ارائه گردید و مورد استقبال قرار گرفت و پس از حدود یکسال طراحی و نگارش سرانجام در سال ۱۳۹۲ کلید خورد و نهایتاً از بهمن ماه سال ۱۳۹۲ به روی آنتن رفت؛ و خوشبختانه مورد استقبال مخاطبان و مدیران صدا و سیما قرار گرفت.